# Білоусівська сільська рада (Вознесенський район)
Білоу́сівська сільська́ ра́да — адміністративно-територіальна одиниця та орган місцевого самоврядування в Вознесенському районі Миколаївської області. Адміністративний центр — село Білоусівка.

## Загальні відомості
- Населення ради: 1 274 особи (станом на 2001 рік)

## Населені пункти
Сільській раді були підпорядковані населені пункти:
- с. Білоусівка

## Склад ради
Рада складалася з 16 депутатів та голови.
- Голова ради: Уткін Ігор Вікторович
- Секретар ради: Котляр Олена Василівна

### Керівний склад попередніх скликань
| Прізвище, ім'я, по батькові   | Основні відомості                                                                             | Дата обрання | Дата звільнення |
| ----------------------------- | --------------------------------------------------------------------------------------------- | ------------ | --------------- |
| Шлеєнкова Валентина Сергіївна | Сільський голова, 1950 року народження, член Соціал-демократичної партії України (об'єднаної) | 26.03.2006   | 01.02.2008      |
| Уткін Ігор Вікторович         | Сільський голова, 1971 року народження, освіта, безпартійний                                  | 01.06.2008   | 31.10.2010      |
| Уткін Ігор Вікторович         | Сільський голова, 1971 року народження, член Партії регіонів                                  | 31.10.2010   |                 |

Примітка: таблиця складена за даними сайту Верховної Ради України

### Депутати
За результатами місцевих виборів 2010 року депутатами ради стали:

#### За суб'єктами висування
| Суб'єкт висування           | Кількість обраних депутатів | %    |
| --------------------------- | --------------------------- | ---- |
| Партія регіонів             | 15                          | 93,8 |
| Комуністична партія України | 1                           | 6,3  |

#### За округами
| № округу                    | Прізвище, ім'я, по батькові     | Дата визнання обраним | Освіта             | Партійна приналежність            | Відомості про обраного депутата                                                                                                 |
| --------------------------- | ------------------------------- | --------------------- | ------------------ | --------------------------------- | --- |
| Комуністична партія України |                                 |                       |                    |                                   | |
| 12                          | Тістол Анатолій Іванович        | 02.11.2010            | середня спеціальна | член Комуністичної партії України | Одноосібник |
| Партія регіонів             |                                 |                       |                    |                                   | |
| 1                           | Хрусенко Раїса Михайлівна       | 02.11.2010            | середня спеціальна | член Партії регіонів              | тимчасово не працює |
| 2                           | Кердивар Петро Павлович         | 02.11.2010            | середня спеціальна | член Партії регіонів              | Білоусівський сільський Будинок культури, художній керівник                                                                     |
| 3                           | Правник Ольга Орестівна         | 02.11.2010            | середня спеціальна | член Партії регіонів              | ТОВ «Белоусовка», різно-робоча                                                                                                  |
| 4                           | Котляр Олена Василівна          | 02.11.2010            | вища               | член Партії регіонів              | Білоусівська сільська рада, секретар ради                                                                                       |
| 5                           | Снігур Леонід Михайлович        | 02.11.2010            | середня спеціальна | член Партії регіонів              | Білоусівська лікарняна амбулаторія, водій швидкої допомоги                                                                      |
| 6                           | Богдан Ірина Борисівна          | 02.11.2010            | вища               | член Партії регіонів              | Білоусівська загальноосвітня школа I-III ст., заступник директора з навчально-виховної роботи, вчитель історії та правознавства |
| 7                           | Середа Ніна Іванівна            | 02.11.2010            | вища               | член Партії регіонів              | тимчасово не працює |
| 8                           | Хомченко Павло Семенович        | 02.11.2010            | вища               | член Партії регіонів              | ТОВ «Белоусовка», інженер-механік                                                                                               |
| 9                           | Співак Людмила Олександрівна    | 02.11.2010            | середня спеціальна | член Партії регіонів              | Білоусівський сільський Будинок культури, директор                                                                              |
| 10                          | Єленіна Валентина Федорівна     | 02.11.2010            | середня спеціальна | член Партії регіонів              | Білоусівська лікарняна амбулаторія, медична сестра                                                                              |
| 11                          | Дроздова Вікторія Георгіївна    | 02.11.2010            | вища               | член Партії регіонів              | Білоусівський дошкільний навчальний заклад «Зірочка», завідувач                                                                 |
| 13                          | Гороховський Ярослав Григорович | 02.11.2010            | середня спеціальна | член Партії регіонів              | Одноосібник |
| 14                          | Котляр Тетяна Іванівна          | 02.11.2010            | середня            | член Партії регіонів              | тимчасово не працює |
| 15                          | Мельниченко Оксана Іванівна     | 02.11.2010            | середня            | член Партії регіонів              | тимчасово не працює |
| 16                          | Бондаренко Володимир Михайлович | 02.11.2010            | середня спеціальна | член Партії регіонів              | Одноосібник |